# Jinyang
Jinyang är ett härad i Liangshan, en autonom prefektur för yi-folket i Sichuan-provinsen i sydvästra Kina.
1. ↑  http://www.geohive.com/cntry/CN-51_ext.aspx